# Eve Ridley
Eve Ridley (Sunderland, Tyne y Wear, 13 de diciembre de 2011) es una actriz de televisión británica, conocida por aparecer en programas como Peppa Pig (2020) interpretando a Wendy Wolf, Casualty (2022) como Saffy Blackmore y 3 Body Problem (2024) como una Seguidora.

## Carrera
Ridley nació en Sunderland, Reino Unido de padres de ascendencia china e inglesa. Sus proyectos de voz comenzaron en 2018 cuando se convirtió en la voz de Wendy Wolf en Peppa Pig (2020) con su primer episodio siendo The Sandcastle. 
Prestó su voz al personaje de Maple Monkey en 48 nuevos episodios de la animación infantil mundial Little Baby Bum: Music Time de Netflix, de las productoras Moonbug Entertainment e Industrial Brothers. Apareció en el video musical Faith de Marisha Wallace como una bailarina.
Eve interpretó a la joven Eponine en su debut teatral para Les Miserables UK en 2022, También actuó en West End Does Christmas en vivo en Cadogan Hall en diciembre de 2022. También interpreta el personaje de Saffy Blackmore en el drama de la BBC, Casualty (2022). En 2023 viajó a Abu Dhabi para filmar un comercial para la marca Ferrari y los parques temáticos de la Isla de Yas, junto a Jason Momoa.
Aparecerá en el papel de Seguidora en la serie de Netflix, 3 Body Problem (2024), realizada por los creadores de Juego de Tronos, D.B. Weiss y David Benioff. Ridley es representada por la agencia de talento basada en Beverly Hills, The Gersh Agency tanto en Reino Unido como en Estados Unidos. 
En octubre de 2024 se une al reparto de la película Supergirl: Woman of Tomorrow en el papel de Ruthye Marye Koll, a estrenar en 2026.

## Filmografía

### Televisión
| Año  | Título                      | Papel           | Notas       |
| ---- | --------------------------- | --------------- | ----------- |
| 2020 | Peppa Pig                   | Wendy Wolf      | 1 episodio  |
| 2021 | Marisha Wallace: Faith      | Bailarina       |             |
| 2022 | Casualty                    | Saffy Blackmore | 1 episodio  |
| 2023 | Little Baby Bum: Music Time | Maple Monkey    | 8 episodios |
| 2024 | 3 Body Problem              | Discípula       | 2 episodios |

### Cine
| Año  | Título    | Papel              | Notas         |
| ---- | --------- | ------------------ | ------------- |
| 2026 | Supergirl | Ruthye Marye Knoll | En producción |

### Teatro
| Año  | Título                  | Papel         |
| ---- | ----------------------- | ------------- |
| 2022 | Los Miserables UK       | Joven Eponine |
| 2022 | West End Does Christmas | Extra         |